# Lamborghini Veneno
La Lamborghini Veneno è un'automobile fuoriserie realizzata dalla casa automobilistica italiana Lamborghini, presentata al Salone dell'automobile di Ginevra del 2013 e prodotta fino al 2014.

## Contesto

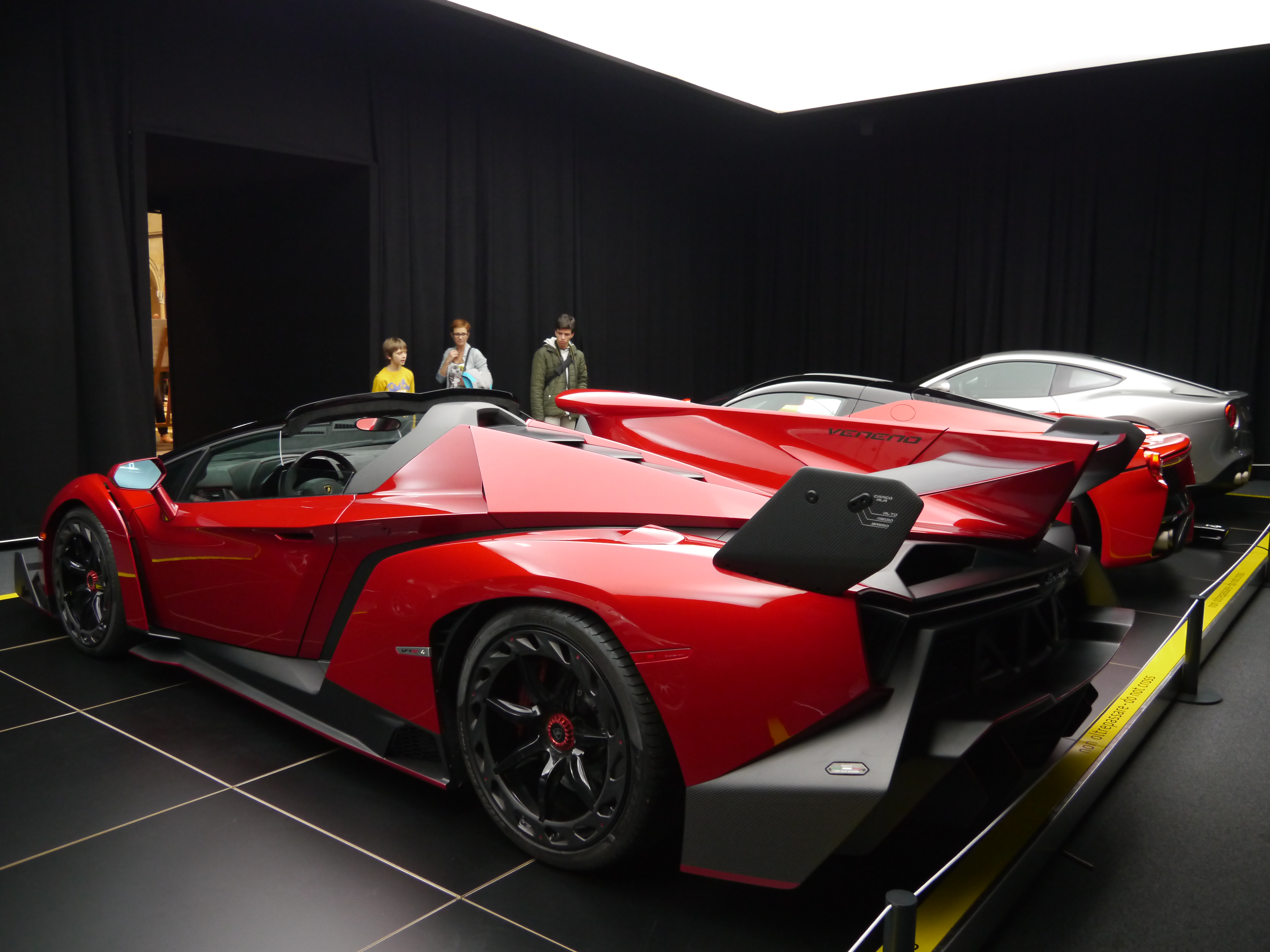
Lamborghini Veneno Roadster

La vettura è stata realizzata in occasione del cinquantenario della casa automobilistica di Sant'Agata Bolognese, ed è stata sviluppata partendo dalla Aventador di cui condivide buona parte dei componenti a livello di telaio e di meccanica. Il nome Veneno, che in spagnolo significa «veleno», come in vari modelli Lamborghini gli è stato conferito per ricordare uno dei più celebri tori da corrida.
Sono stati costruiti solo quattro esemplari di questa vettura, di cui solo tre destinati alla vendita a un prezzo di circa tre milioni di euro. Ognuno di essi ha un colore differente: tre rispettivamente di verde, bianco e rosso, in omaggio alla bandiera d'Italia, mentre un quarto esemplare, di colore grigio e conservato dalla Lamborghini, è stato utilizzato per lo sviluppo del modello definitivo.
La Veneno, nonostante sia dotata di molte soluzioni tecniche e stilistiche riprese dal mondo delle competizioni automobilistiche, è a tutti gli effetti un'automobile omologata per uso stradale. Oltre alla versione coupé, è stata realizzata una versione roadster in 9 esemplari.

## Caratteristiche tecniche
La vettura è spinta da un motore V12 da 6,5 litri di cilindrata, derivato da quello già proposto sulla Aventador, ma ulteriormente potenziato e in grado di sviluppare 552 kW (750 CV a 8250 giri/min) di potenza massima. La coppia motrice è di 690 N·m a 5500 giri/min: essa permette alla vettura di passare da 0 a 100 km/h in 2,8 secondi. Raggiunge una velocità massima di 355 km/h. Dispone di un cambio ISR a 7 rapporti e di trazione integrale permanente.